# 百間村
百間村（もんまむら）は、埼玉県の中東部、南埼玉郡に属していた村。

## 地理
- 河川：古利根川、隼人堀川、笠原沼落、中須用水、百間用水

## 歴史
- 1889年（明治22年）4月1日 - 町村制施行により、百間村、百間東村、百間中村、百間金屋原組、百間西原村、百間中島村、蓮谷村が合併し南埼玉郡百間村が成立する。旧村はそれぞれ百間村の大字となる[1]。大字百間の現在の青林寺に村役場を設置[2][1]。
- 1899年（明治32年）8月27日 - 東武鉄道伊勢崎線杉戸駅（現・東武動物公園駅）が開業。
- 1915年（大正4年） - 岩槻電気軌道により、隣の須賀村とともに村内に電灯が灯る。
- 1925年（大正14年）12月 - 村役場を大字百間西原組地内に移転する[3]。
- 1927年（昭和2年）9月1日 - 村内に東武鉄道伊勢崎線姫宮駅が開業。
- 1930年（昭和5年） - 大字境が複雑で不明瞭なため、村内の大字および小字を廃止し、字百間、字東、字中、字金原、字逆井、字山崎、字西原、字姫宮、字川端、字宮東、字中島、字道佛（道仏）の12字に再編する[1]。
- 1955年（昭和30年）7月20日 - 須賀村と合併し宮代町となる[4]。

## 交通

### 鉄道
- 東武鉄道
  - 伊勢崎線：姫宮駅 - 杉戸駅（現・東武動物公園駅）